# Besmont
Besmont es una comuna francesa, situada en el departamento de Aisne, de la región de Alta Francia.

## Demografía
| 259 | 216 | 180 | 158 | 165 | 146 | 148 | 160 |
| Para los censos de 1962 a 1999 la población legal corresponde a la población sin duplicidades (Fuente: INSEE [Consultar]) |     |     |     |     |     |     |     |